# Geomyidae
I geomidi (Geomyidae Bonaparte, 1845) sono una famiglia di roditori originaria del Continente americano alla quale appartengono i gopher dalle tasche e i taltuza.

## Descrizione

### Dimensioni
La famiglia comprende roditori di medie e grandi dimensioni con la lunghezza della testa e del corpo tra 90 e 300 mm, una lunghezza della coda tra 40 e 140 mm e un peso fino a 900 g.

### Caratteristiche ossee e dentarie
Il cranio è massiccio, appiattito dorsalmente e rugoso. La parte occipitale è ben sviluppata, mentre le bolle timpaniche sono ridotte. È presente una cresta sagittale, le arcate zigomatiche sono robuste e rivolte verso l'esterno. La regione inter-orbitale è più stretta del rostro il quale termina con le ossa nasali che si proiettano leggermente oltre gli incisivi superiori. La mandibola è robusta. I denti masticatori, tre molari più un premolare su ogni semi-arcata, sono a crescita continua ed hanno lo smalto fortemente ridotto, la struttura della superficie occlusiva è semplificata. La superficie anteriore degli incisivi superiori è larga e piatta e può essere attraversata da uno o due solchi longitudinali.

### Aspetto
Il corpo è tozzo e cilindrico con una testa grande e un collo ridotto, occhi ed orecchie estremamente piccole, arti anteriori tozzi e forniti di artigli lunghi, larghi e robusti e una coda corta, priva di peli e notevolmente sensibile al tatto, in particolare all'estremità dove è fortemente vascolarizzata e piena di terminali nervosi, almeno nel genere Thomomys. Le ghiandole lacrimali, ben sviluppate, secernono un denso fluido che pulisce la cornea durante lo scavo quando gli animali possono gettarsi negli occhi del terriccio. Le labbra inoltre si chiudono immediatamente dietro gli incisivi sempre per evitare che detriti possano essere ingeriti inavvertitamente. La pelliccia può essere lunga e sparsa o corta e vellutata e può assumere indifferentemente una piega in avanti o all'indietro per facilitare gli spostamenti dell'animale nelle gallerie. Il colore è generalmente uniforme e può variare dal biancastro al nerastro. Caratteristica principale è la presenza di lunghe tasche guanciali rivestite internamente di peluria che si aprono sui lati esterni del muso e che condivide con la famiglia degli Eteromiidi, le quali possono essere rivoltate per essere pulite e riposizionate da speciali muscoli. Le femmine hanno tre paia di mammelle e sono leggermente più piccole dei maschi.

## Diffusione ed habitat
Si tratta di roditori con abitudini sotterranee diffusi dal Canada occidentale fino alla Colombia settentrionale.

## Tassonomia
I geomidi comprendono 40 specie, suddivise in sette generi:
- Sottofamiglia Geomyinae - Gli incisivi superiori sono attraversati da uno o due solchi longitudinali.
  - Cratogeomys
  - Geomys
  - Heterogeomys
  - Orthogeomys
  - Pappogeomys
  - Zygogeomys
- Sottofamiglia Thomomyinae (Russell, 1968) - Gli incisivi superiori sono lisci.
  - Thomomys

## Evoluzione
La famiglia è presente nel Continente americano dall'alto Oligocene o basso Miocene fino ai tempi recenti.